# Peter Kerševan
Kot diplomant je zaključil Fakulteto za arhitekturo v Ljubljani, kasneje je študiral še umetnostno zgodovino in etnologijo, kar mu je zelo koristilo pri nadaljnjem delovanju, ki ni bilo nikdar omejeno na en sam geografski prostor.
Svoje arhitekturne rešitve je udejanjal vse od Mongolije do Sibirije, Kube in Iraka, pa do afriške otoške države Sao Tome in Principe ter azijskega Nepala. Nazadnje je na mednarodni sceni sodeloval pri načrtovanju objekta v švedskem Stockholmu in muzeja na Kitajskem, sicer pa se bolj kot ne posveča objektom, ki so vezani na arhitekturno tradicijo. 
Prvi projekt, s katerim se je uveljavil, je bila blagovnica v Idriji. Zanjo je prejel nagrado Prešernovega sklada. Svoje znanje o arhitekturi in delovno obdobje v Iraku je združil v knjigi o arhitekturni tradiciji Iraka. Svoj pečat je pustil tudi v grafiki, je namreč avtor logotipa in grafične podobe tovarne Ciciban, hotela Histrion, Ona – on in številnih drugih. 

Kerševanova upepeljevalnica 
Kerševan je bil od nekdaj posredno navezan na Žale. Njegov oče, Andrej Kerševan je bil gradbeni delovodja in je v času gradnje Plečnikovih Žal za arhitekta Jožeta Plečnika opravljal prav to vlogo. Leta 1976 pa se je Žal lotil tudi Peter Kerševan. Zmagal je na slovenskem natečaju za upepeljevalnico in v pičlih dveh mesecih razvil idejo objekta z upepeljevalnico, poslovilnimi dvoranami, mrliškimi vežicami in upravno stavbo. Cilj je bil postaviti objekt na Žalah, ki bo dejansko neviden, objekt velik preko 5.000 kvadratnih metrov funkcionalnih površin je skrit pod zeleno streho.  